# سلفاثيويوريا
سلفاثيويوريا سلفاتيويوريا (Sulfathiourea) هو عبارة عن دواء مضاد حيوي من زمرة السلفوناميدات التي هي مركبات عضوية تخليقية مشتقة من السلفانيلاميد. يشمل مصطلح سلفانيلاميد وصف طائفة من المركبات الحاوية على الهيكل البنيوي لجزيء السلفانيلاميد

## الخواص

### الاسم العلمي
(4- aminophenyl)sulfonylthiourea

### الصيغة الكيميائية
C7H9N3O2S2

### الوزن الجزيئ
g/mol 231.297

## المفعول الطبي
هو وقف نمو البكتيريا، بمعنى أن هذه الادوية تحول دون نمو البكتيريا وتكاثرها مما يهيء الفرصة لقوى الجسم الدفاعية للقضاء عليها. 